# Paninaro

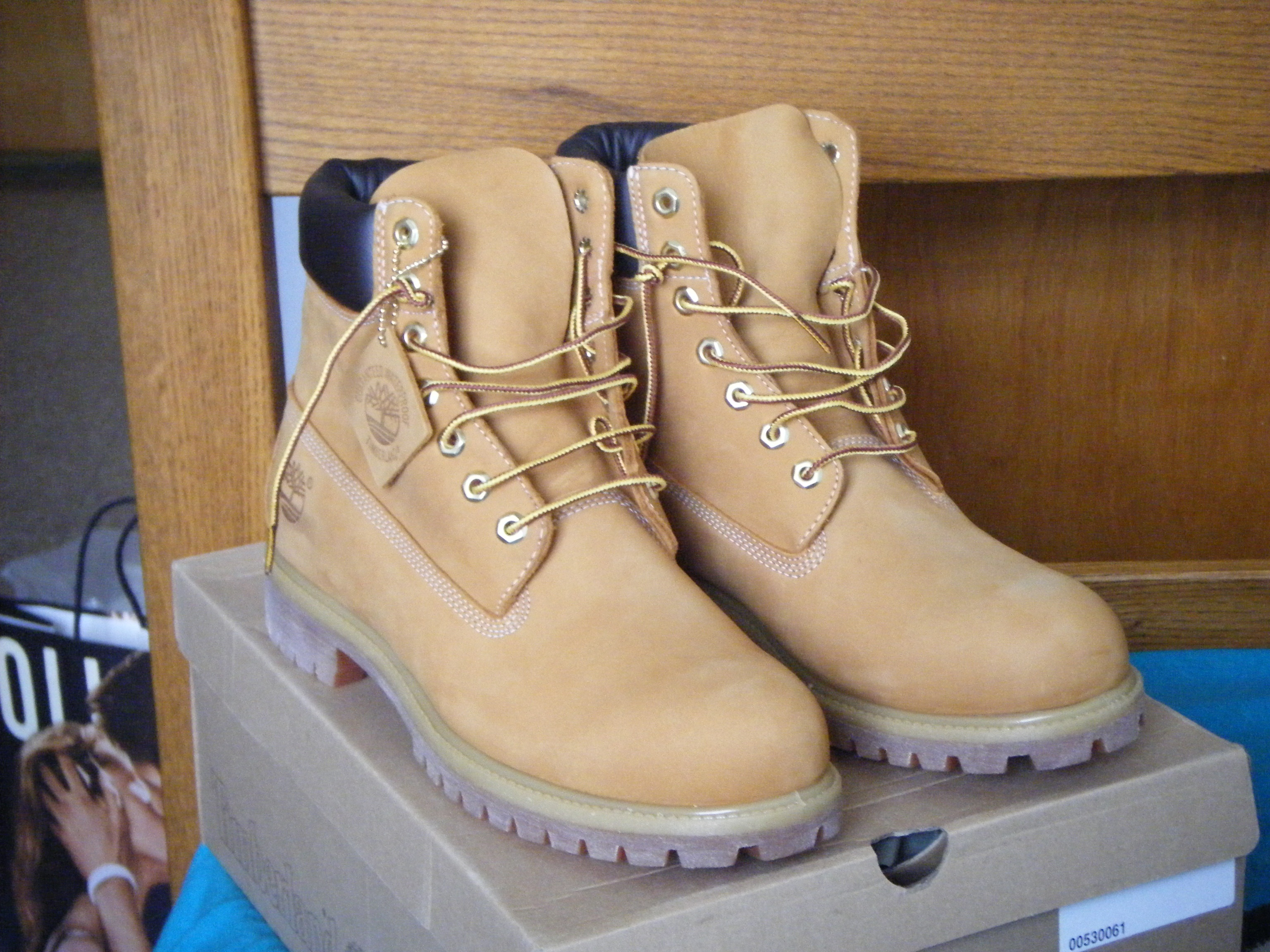
Botas da marca Timberland, um grande símbolo da moda Paninaro.

Paninaro (pronúncia italiana: [paniˈnaːro]; feminino: Paninara; plural: Paninari; feminino no plural: Paninare) é um termo utilizado para designar uma subcultura nascida em Milão, Itália, nos anos 1980. Os membros da subcultura se identificavam muito pelo estilo de roupa e gosto musical similares. Quanto a sua origem, o nome "Paninaro" vem dos frequentadores do bar Al Panino, em Milão. O fenômeno se espalhou pela área metropolitana milanesa e, então, ao redor de toda a Itália e do Ticino. Se caracterizou por uma obsessão com roupas de designer e a aderência a um estilo de vida baseado no consumo de luxo que envolvia todos os aspectos da vida diária. O fenômeno logo levou ao surgimento de revistas, filmes e paródias televisivas inspiradas no movimento, o que tornou os Paninari amplamente conhecidos na Itália.
Um dos principais aspectos dos Paninari era o de serem, em sua maioria, jovens de classe média e alta. A subcultura surge num momento onde o consumismo explodiu nos anos 80, o que é bem expresso no modo de vida Paninari com a obsessão por fast food, por exemplo. Marcas como Best Company, Stone Island, Moncler, Timberland, Levi's e Versace foram muito populares entre os membros do movimento.